# Gornje Zdelice
Gornje Zdelice – wieś w Chorwacji, w żupanii bielowarsko-bilogorskiej, w gminie Kapela. W 2011 roku liczyła 128 mieszkańców.